# Квантіко (Вірджинія)
Квантіко (англ. Quantico) — місто (англ. town) в США, в окрузі Принс-Вільям штату Вірджинія. Населення — 578 осіб (2020). Знаходиться в районі Вашингтонського конгломерату; межує з базою морської піхоти Квантіко і річкою Потомак. Знаходиться на південь від гирла Квантіко-Крік.
Квантіко — найбільша база Корпусу морської піхоти США. Також на базі розташовується штаб морської піхоти і президентська ескадрилья гелікоптерів, інші федеральні відомства: управління боротьби з наркотиками, академія ФБР, лабораторія ФБР, а також служба кримінальних розслідувань ВМС США.

## Географія
Квантіко розташоване за координатами 38°31′21″ пн. ш. 77°17′25″ зх. д. / 38.52250° пн. ш. 77.29028° зх. д. (38.522410, -77.290167). За даними Бюро перепису населення США в 2010 році місто мало площу 0,18 км², уся площа — суходіл.

### Клімат
| Клімат : Квантіко     | Клімат : Квантіко | Клімат : Квантіко | Клімат : Квантіко | Клімат : Квантіко | Клімат : Квантіко | Клімат : Квантіко | Клімат : Квантіко | Клімат : Квантіко | Клімат : Квантіко | Клімат : Квантіко | Клімат : Квантіко | Клімат : Квантіко | Клімат : Квантіко |
| Показник              | Січ.              | Лют.              | Бер.              | Квіт.             | Трав.             | Черв.             | Лип.              | Серп.             | Вер.              | Жовт.             | Лист.             | Груд.             | Рік               |
| Середній максимум, °C | 6,8               | 8,5               | 13,4              | 19,4              | 23,9              | 28,7              | 30,8              | 29,8              | 26,1              | 20,2              | 14,3              | 8,4               | 19,3              |
| Середній мінімум, °C  | −2,8              | −1,4              | 2,4               | 7,7               | 12,8              | 18,2              | 20,7              | 20,1              | 15,8              | 9,1               | 3,9               | −0,8              | 8,9               |
| Норма опадів, мм      | 73                | 72                | 95                | 83                | 96                | 84                | 97                | 85                | 99                | 83                | 97                | 81                | 1045              |
| Днів з опадами        | 10,1              | 8,9               | 10,9              | 10,3              | 11,8              | 9,7               | 10,4              | 7,3               | 7,9               | 8,0               | 9,5               | 10,0              | 114,8             |
| Днів зі снігом        | 2,2               | 1,8               | ,7                | ,1                | 0                 | 0                 | 0                 | 0                 | 0                 | 0                 | ,2                | 1,1               | 6,1               |
| --------------------- | ----------------- | ----------------- | ----------------- | ----------------- | ----------------- | ----------------- | ----------------- | ----------------- | ----------------- | ----------------- | ----------------- | ----------------- | ----------------- |
| Джерело: NOAA         |                   |                   |                   |                   |                   |                   |                   |                   |                   |                   |                   |                   |                   |

## Демографія
Згідно з переписом 2010 року, у місті мешкало 480 осіб у 248 домогосподарствах у складі 105 родин. Густота населення становила 2616 осіб/км². Було 308 помешкань (1678/км²).
Расовий склад населення:
| - 60,0 % — білих - 24,6 % — чорних або афроамериканців - 9,0 % — азіатів - 1,0 % — вихідців з тихоокеанських островів - 0,2 % — корінних американців |

До двох чи більше рас належало 4,4 %. Частка іспаномовних становила 9,2 % від усіх жителів.
За віковим діапазоном населення розподілялося таким чином: 20,8 % — особи молодші 18 років, 70,2 % — особи у віці 18—64 років, 9,0 % — особи у віці 65 років та старші. Медіана віку мешканця становила 36,6 року. На 100 осіб жіночої статі у місті припадало 125,4 чоловіків; на 100 жінок у віці від 18 років та старших — 143,6 чоловіків також старших 18 років.
Середній дохід на одне домашнє господарство становив 59 021 долар США (медіана — 53 611), а середній дохід на одну сім'ю — 70 208 доларів (медіана — 58 500). За межею бідності перебувало 17,5 % осіб, у тому числі 19,4 % дітей у віці до 18 років та 13,3 % осіб у віці 65 років та старших.
Цивільне працевлаштоване населення становило 234 особи. Основні галузі зайнятості: роздрібна торгівля — 19,2 %, публічна адміністрація — 18,4 %, науковці, спеціалісти, менеджери — 14,1 %, фінанси, страхування та нерухомість — 11,1 %.

## Відомі люди
- Шелбі Лін (* 1968) — американська співачка та авторка пісень, старша сестра Елісон Мурр.